# Eubaphe medea
Eubaphe medea là một loài bướm đêm trong họ Geometridae.